# Astroblepus caquetae
Astroblepus caquetae is een straalvinnige vissensoort uit de familie van de klimmeervallen (Astroblepidae). De wetenschappelijke naam van de soort is voor het eerst geldig gepubliceerd in 1943 door Henry Weed Fowler.